# Як тебе не любити, Києве мій!
«Як тебе не любити, Києве мій!» (с укр. — «Как тебя не любить, Киев мой!») — песня композитора Игоря Шамо на слова поэта Дмитрия Луценко, написанная в 1962 году. Первое публичное исполнение состоялось 27 мая 1962 года (солист Юрий Гуляев) в сопровождении оркестра оперного театра (дирижер Захарий Кожарский). Соло на скрипке исполнил Абрам Штерн. С ноября 2014 года песня утверждена официальным гимном города Киев (неофициальный гимн города — «Киевский вальс», написанный в 1950 году дуэтом Майборода — Малышко).

## История создания
По воспоминаниям Ростислава Бабийчука, бывшего в 1960-е годы министром культуры УССР, идея создания песни сводилась к тому, что весь Советский Союз распевал песни о Москве, а песни о Киеве не было. Таким образом, накануне торжественного правительственного концерта было решено подготовить новую песню о столице Украинской ССР.

В комнате стоял устойчивый запах папиных сигарет — пока сочинялась песня, он выкурил две пачки «Беломорканала». Утром композиция была готова, а её первой слушательницей стала мама. Ей «Києве мій» исполнил папа, у которого был приятный баритон. Маме песня напомнила какой-то вальс, и она посчитала это произведение слишком легкомысленным для столь торжественного мероприятия. Но переделывать что-то времени уже не было, и папа с Луценко поспешили в Министерство культуры к Бабийчуку. Чиновник остался доволен материалом, лишь попросил дописать ещё один куплет. Луценко сделал это там же, в кабинете министра.— Татьяна Шамо, дочь композитора Игоря Шамо в интервью газете «Факты и комментарии», 21.02.2015

Песня меня очаровала. Она вошла в мою душу… В ней блестяще воспевался Киев, Днепр, кручи и верная любовь. Родилась песня, которая стала по-настоящему народной.— Ростислав Бабийчук, министр культуры УССР 1960-г годов
По воспоминаниям дирижёра Вадима Гнедаша, первое исполнение песни решено было попробовать сделать дуэтным. Для этого пригласили популярных в то время молодых певцов Юрия Гуляева и Константина Огневого. Однако знаменитой стала сольная запись Юрия Гуляева. Эта же запись стала знаковой, будучи заставкой окончания телевизионных программ киевской студии телевидения.

## Исполнители
Музыка Игоря Шамо

Слова Дмитрия Луценко

Грає море зелене,

Тихий день догора.

Дорогими для мене

Стали схили Дніпра,

Де колишуться віти

Закоханих мрій…

Як тебе не любити,

Києве мій!
- 1962 — Юрий Гуляев, солист Киевского театра оперы и балета — первый исполнитель песни[4]
- Николай Кондратюк[5]
- 1982 — Дмитрий Гнатюк и детский хор (исполнение на концерте во дворце «Украина», посвященному 1500-летию Киева[2][6])
- 1997 —  Наташа Королёва, российская певица и актриса,  Заслуженная артистка России ( исполнила на концерте "Києве мій" в честь её 25- летия)
- 1998 — Татьяна Овсиенко (исполнила на фестивале «Славянский базар» в Витебске)[7]
- 2002 — Иосиф Кобзон и Таисия Повалий. Альбом «Одна-єдина»
- 2004 — Владимир Гришко в документальном цикле «Песни сердца»[2]
- 2007 — Дуэт «Барселона» (песня была исполнена на конкурсе «Новая волна» в Юрмале, где дуэт стал серебряным призёром[8][9])
- 2011 — Юрий Мамчук[укр.] (в составе альбома украинских песен «The Heart of Ukraine»)[10]
- 2011 — Gogol Bordello в первом своем русскоязычном альбоме «Моя Цыганиада»
- 2012 — Анатолий Гнатюк и актёры театр им. Ивана Франко в спектакле «Як тебе не любити, Києве мій!» (реж. Александр Билозуб)[11]
- 2013 — Олег Винник, современная танцевальная обработка песни в альбоме «Роксолана»[12]
- 2015 — В 5-м сезоне украинской версии телевизионного проекта «Голос страны» песню дуэтом исполнили участники шоу Дмитрий Иващенко и Сергей Папуша[13]
- 2020 — Александр Пономарёв сделал запись песни в рамках проекта Ponomarev live studio[14]

## Популярность
- Мелодия песни являлась позывным киевского радио[15], была заставкой окончания телевизионных программ киевской студии телевидения[2], звучала в киевском метрополитене[16], ежечасно исполнялась часами на крыше здания Федерации профсоюзов на Крещатике[17]
- Песня переведена на многие языки мира, среди которых английский, немецкий, иврит, китайский и японский[3]
- 2004 — Серия об истории создания песни в документальном цикле киностудии «Контакт» та телеканале «1+1» (режиссёр Юлия Лазаревская)[2]
- 2006 — Национальным банком Украины выпущена юбилейная монета номиналом две гривны, посвященная 85-летию со дня рождения Дмитрия Луценко, автора текста песни (художник — Роман Чайковский). По кругу реверса монеты размещена стилизованная надпись «Як тебе не любити, Києве мій!». Монета введена в обращение 8 сентября 2006 года. Относится к серии «Выдающиеся личности Украины»[18]
- 2012 — «Укрпочта» осуществила спецгашение на художественном немаркированном конверте по случаю 50-летия написания песни
- 2012 — К открытию камерной сцены Национального академического драматического театра им. Ивана Франко режиссёр Александр Билозуб поставил спектакль «Як тебе не любити, Києве мій!»[19], в котором драматические актёры под аккомпанемент оркестра исполняют песни и стихи, посвящённые Киеву, в том числе и «Як тебе не любити, Києве мій!», ставшую заглавной[20]. Спектакль был включен в культурную программу Евро 2012, чтобы гости столицы смогли в художественной форме больше узнать о городе[21]

## Гимн Киева
С 1950-60-х сразу две песни стали неофициальными гимнами Киева: «Киевский вальс» (1950), написанный знаменитым украинским дуэтом: композитором Платоном Майбородой и поэтом Андреем Малышко, и песня «Як тебе не любити, Києве мій!» (1962), написанная другим тандемом: Игорем Шамо и Дмитрием Луценко. Несмотря на это, Киевсовет с 2007 года в разных формах безуспешно пробовал выбрать и узаконить гимн города: было проведено три конкурса, потрачено более 90 тыс. гривен.
Проект решения об утверждении в качестве гимна Киева именно песни «Як тебе не любити, Києве мій!» был разработан секретарем постоянной комиссии по культуре и туризму, депутатом Киевсовета VII созыва Павлом Бригинцом. На сессии Киевсовета 13 ноября 2014 года этот проект был утверждён 87 депутатами при необходимом для принятии минимуме в 80 голосов.

## Легенды
По одной из версий, музыка песни появилась за одну ночь, а текст рождался в муках — при наличии второго куплета всё никак не было правильных слов к первому.
Ставшая крылатой фраза «Как тебя не любить, Киев мой» появилась по воле случая, когда Дмитрий Луценко, напевая мелодию, гулял по Киеву. Его внимание привлекла размолвка молодой пары и восклицание молодого парня в диалоге с капризной девушкой: «Как тебя не любить!». Луценко оставалось добавить «Мой Киев», и текст песни обрёл окончательное звучание.